# Stazione di Nocera Umbra
La stazione di Nocera Umbra è una stazione ferroviaria a servizio della cittadina di Nocera Umbra, ubicata lungo la linea Roma-Ancona.
La gestione dell'attività ferroviaria è gestita da Rete Ferroviaria Italiana (RFI).

## Interscambi
Nel piazzale antistante il fabbricato viaggiatori è presente una fermata autobus extraurbani.